# Naïmans
Pour les articles homonymes, voir Naïman.

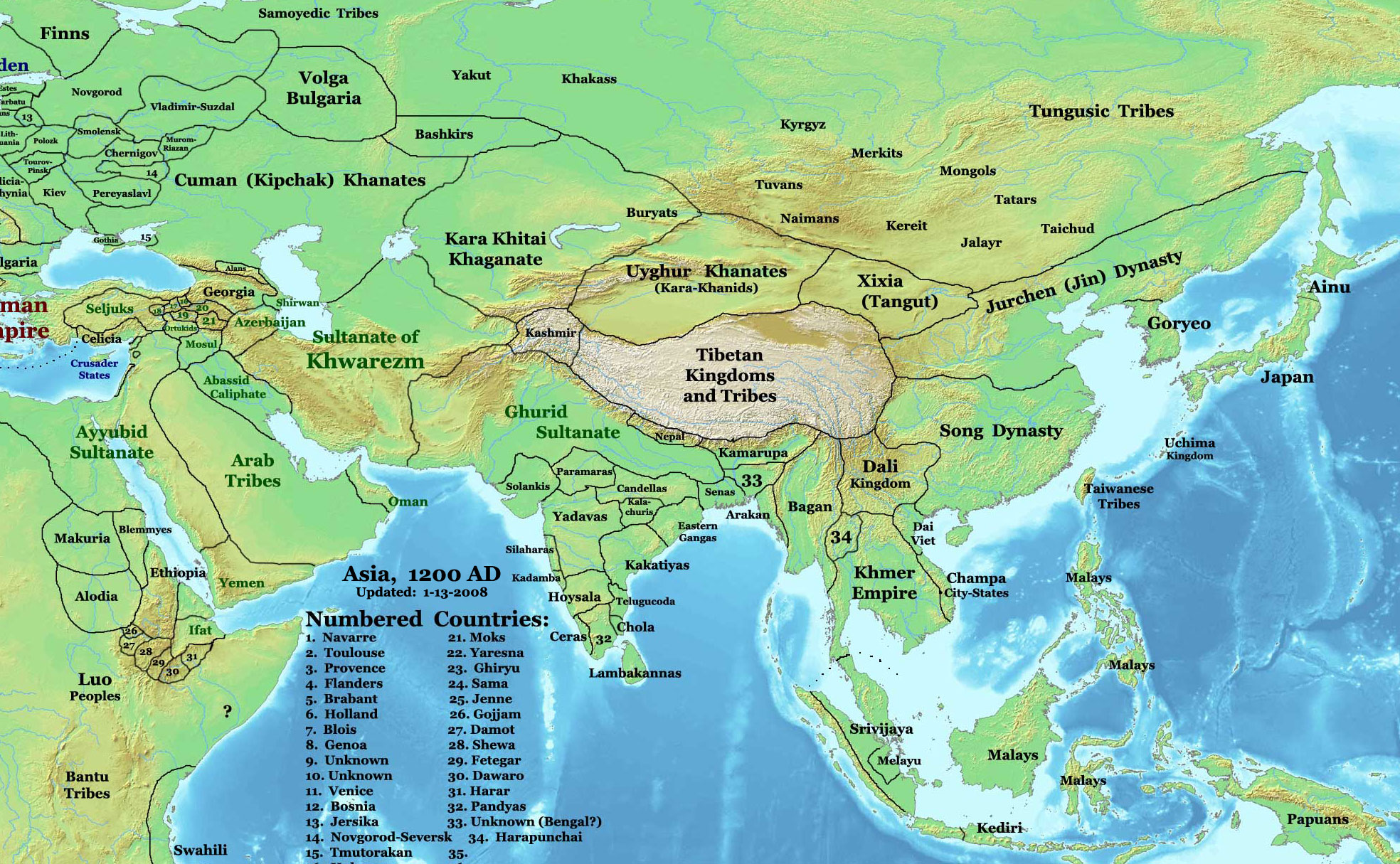
L'Asie vers 1200, montrant la tribu des Naïman et ses voisins

Les Naïman (mongol : ᠨᠠᠢᠮᠠᠨ, cyrillique : найман, MNS : naiman), sont les mongols turcophones.

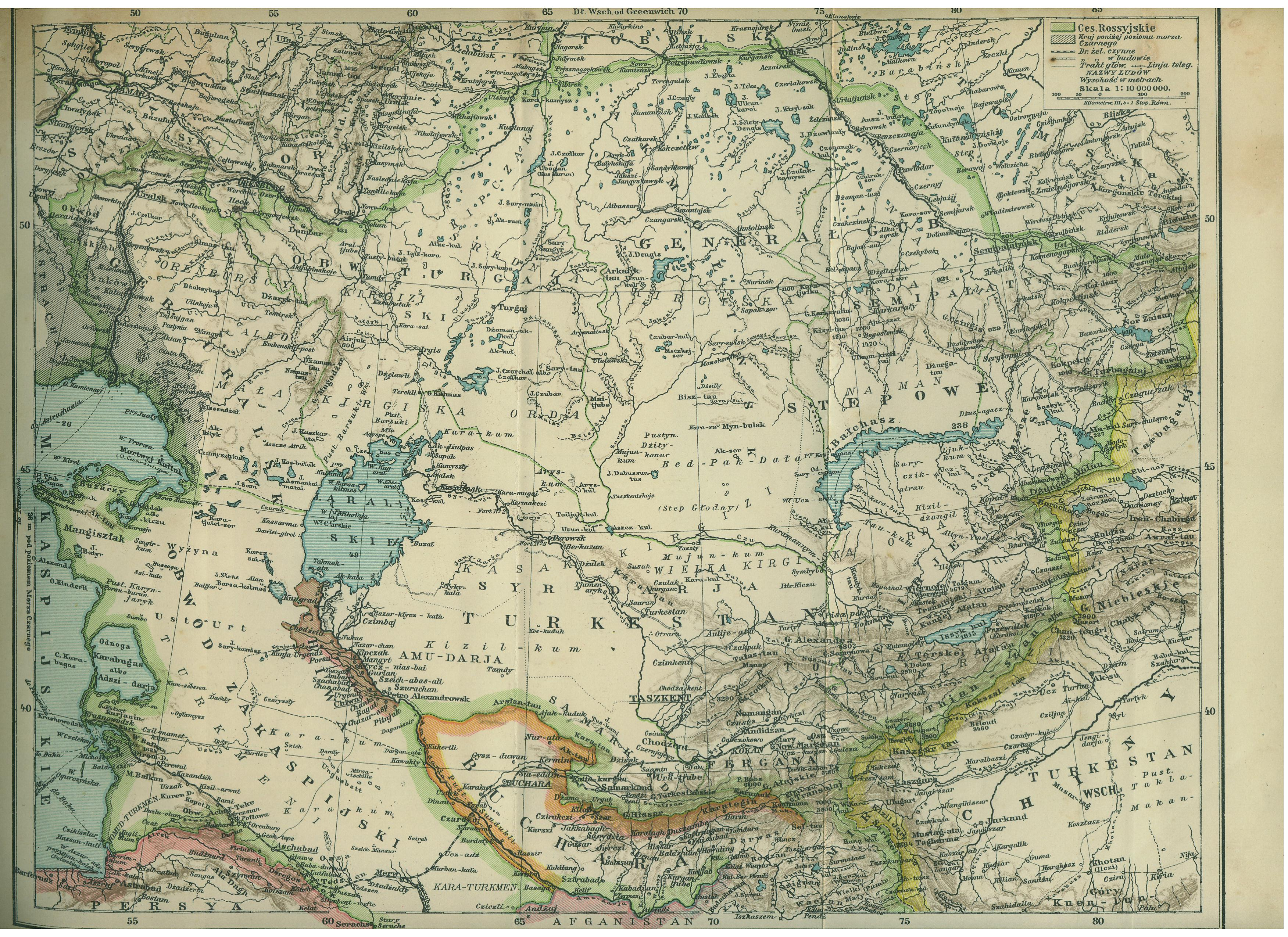
carte de 1903 montrant la région des Naimans au nord du Lac Balkhach, au Kazakhstan

Ils sont les descendants des habitants d'un royaume turco-mongole présente au Sud-Ouest du plateau de Mongolie avant la formation de l'empire Mongol. Le Khanat naïman fut intégré à l'Empire mongol vers 1203.
Kütchlüg, Gur Khan qui dirigeait les Kara-Khitans, jusqu'à sa défaite contre Gengis Khan, aidé par la population, était un naïman.

## Origine du nom
naïm (mongol : ᠨᠠᠢᠮᠠ, cyrillique : найм) signifie huit auquel est ajouté le suffixe de déclinaison -an, le passant du nom commun huit à l'adjectif numéral huit.